# Gmina zbiorowa Schöppenstedt
Gmina zbiorowa Schöppenstedt (niem. Samtgemeinde Schöppenstedt) – dawna gmina zbiorowa położona w niemieckim kraju związkowym Dolna Saksonia, w powiecie Wolfenbüttel. Siedziba gminy zbiorowej znajdowała się w mieście Schöppenstedt. 1 stycznia 2015 gmina zbiorowa została połączona z gminą zbiorową Asse tworząc nową gminę zbiorową Elm-Asse.

## Podział administracyjny
Do gminy zbiorowej Schöppenstedt należało sześć gmin, w tym jedno miasto:
1. Dahlum
2. Kneitlingen
3. Schöppenstedt
4. Uehrde
5. Vahlberg
6. Winnigstedt